# Der ewige Zweifel
Der ewige Zweifel ist ein deutsches Stummfilmdrama aus dem Jahr 1918 von Richard Oswald.

## Handlung
Max Thomas und seine Frau Henriette befinden sich ständig im Streit. Das Fass kommt zum Überlaufen, als Max herausfindet, dass ihn seine Gattin mit einem anderen Mann betrügt. Er wirft Henriette daraufhin aus seinen vier Wänden. Doch diese ist nicht gewillt, ihren Rauswurf einfach so hinzunehmen und rächt sich an Max, in dem sie seine Vaterschaft am Sohn des Ehepaars in Frage stellt. 
Viele Jahre ziehen ins Land. Max Thomas ist ein alter, gebrochener Mann. Sein Leben ein einziger Scherbenhaufen. Tag für Tag betrinkt er sich. Ehe er stirbt, kehrt sein Sohn Georg zu ihm heim und macht Max klar, dass selbstverständlich nur er sein leiblicher Vater sei.

## Produktionsnotizen
Der ewige Zweifel passierte im Februar 1918 die Filmzensur und wurde im darauf folgenden Monat uraufgeführt.
Am 18. Februar 2000 erfolgte auf ARTE die Fernseherstausstrahlung mit einer Komposition von Marcus Reißenberger als Begleitmusik.

## Kritik
Im Lexikon des internationalen Films heißt es: „Großartiges Melodram, das mit einfachsten Mitteln eine existenzielle Geschichte erzählt.“